# ممشطات
الممشطات (الاسم العلمي: Ctenizidae)، هي فصيلة صغيرة من عناكب رتيلاء الشكل التي تبني جحورًا لها أبواب المسحور تشبه الفلين مصنوعة من التربة والنباتات والحرير. قد يطلق عليها عناكب الباب المسحور، مثلها مثل الأنواع الأخرى المماثلة، مثل تلك الموجودة في فصائل عديمات التجانس و Barychelidae وعناكب الباب المسحور الرقيقة وبعض الأنواع في فريدات البدن والنيمسيات. يشير الاسم إلى السلوك المميز للعناكب في بناء المصائد، ونصب الكمائن من تحتها.